# 錯過
【錯過】是歌手林慧萍的第十四張個人專輯。歌林唱片1988年3月18日發行。

## 專輯曲目
| 曲序 | 曲名               | 作詞   | 作曲   | 編曲   | 長度 | 備註                         |
| 01   | 錯過               | 蘇來   | 蘇來   | 陳玉立 | 3:57 | 蘇來翻唱；收錄於《大火》專輯 |
| 02   | 一生只愛一回的故事 | 楊明煌 | 楊明煌 | 陳玉立 | 4:06 |                              |
| 03   | 我不想醒得太早     | 歐銀釧 | 梁弘志 | 陳玉立 | 5:23 | 口琴：黃舒駿                 |
| 04   | 吉普賽女郎         | 林雨   | 林明陽 | 陳玉立 | 3:02 |                              |
| 05   | 如夢               | 陳建名 | 陳秀男 | 陳玉立 | 4:45 |                              |
| 06   | 當假期結束         | 楊明煌 | 陳玉立 | 陳玉立 | 4:17 |                              |
| 07   | 只有你             | 黃韻玲 | 黃韻玲 | 陳玉立 | 4:41 |                              |
| 08   | 堆積的心           | 黃建昌 | 馬兆駿 | 陳玉立 | 3:16 |                              |
| 09   | 是不是寂寞         | 周治平 | 陳美威 | 陳玉立 | 4:59 |                              |
| 10   | 你是否愛我一樣     | 小楊   | 吳大衛 | 陳玉立 | 4:10 | 原唱：翁倩玉                 |

## 專輯版本
- 黑膠唱片
  - 1988年3月18日歌林唱片發行
- 卡帶
  - 1988年3月18日歌林唱片發行
- CD
  - 2007年11月7日飛躍製作；喜瑪拉雅唱片發行